# Zorros de Reynosa
El club Zorros de Reynosa fue un equipo de fútbol de México, de la ciudad de Reynosa en Tamaulipas. Jugó en la Zona Norte de la Segunda división mexicana en el Apertura 2007.

## Historia
Después de que el equipo Vaqueros de Reynosa jugara el torneo Clausura 2007 y quedara con el peor porcentaje de 70 equipos de la segunda división se ganaron el derecho al descenso debiendo con ello jugar la siguiente temporada en la tercera división profesional.
Los Zorros de Reynosa es un equipo que juega en la segunda división mexicana de fútbol. Fue traído por el gobierno de ese municipio y realmente iba a ser un equipo de primera A pero no lograron conseguir una franquicia. Fue traído para quitar el fracaso de los vaqueros de Reynosa que descendieron.